# Mo' Better Blues
Mo' Better Blues és una pel·lícula estatunidenca dirigida per Spike Lee estrenada el 1990.

## Argument
Bleek Gilliam té 12 anys el 1969 quan comença la seva iniciació a la trompeta. 20 anys més tard, ha format el seu quintet i toca amb passió. Fins al punt que no para gaire atenció al seu voltant, ignorant les seves groupies Indigo i Clarke, i deixant el seu empresari Giant endeutar-se fins al punt d'atreure els problemes.

## Repartiment
- Denzel Washington: Bleek Gilliam
- Spike Lee: Giant
- Wesley Snipes: Shadow Henderson (Saxo)
- Giancarlo Esposito: Left Hand Lacey (Piano)
- Robin Harris: Butterbean Jones
- Joie Lee: Indigo Downes
- Bill Nunn: Bottom Hammer (Baix)
- John Turturro: Moe Flatbush
- Dick Anthony Williams: Big Stop Williams
- Cynda Williams: Clarke Bentancourt
- Nicholas Turturro: Josh Flatbush
- Jeff 'Tain' Watts: Rhythm Jones (Tambors)
- Samuel L. Jackson: Madlock
- Leonard L. Thomas: Rod
- Charles Q. Murphy: Eggy
- Steve White: Born Knowledge
- Rubén Blades: Petey
- Doug E. Doug: Jimmy el Busboy (amb el nom de Douglas Bourne)